# Episodi de Il tempo del coraggio e dell'amore
La serie televisiva spagnola Il tempo del coraggio e dell'amore, composta da 11 episodi, è stata trasmessa in prima visione in Spagna su Antena 3 dal 21 ottobre 2013 al 20 gennaio 2014. In Italia la serie è stata rimontata in 8 episodi trasmessi in prima visione su Canale 5 dal 25 aprile al 10 giugno 2014.
| N° | Titolo originale                    | Prima TV Spagna  | Ascolti Spagna | Ascolti Spagna |
| N° | Titolo originale                    | Prima TV Spagna  | Telespettatori | Share          |
| -- | ----------------------------------- | ---------------- | -------------- | -------------- |
| 1  | Amor y otras verdades               | 21 ottobre 2013  | 5 018 000      | 25,5%          |
| 2  | El camino más difícil               | 28 ottobre 2013  | 5 103 000      | 26,9%          |
| 3  | La felicidad de unos cuantos        | 4 novembre 2013  | 5 093 000      | 26,2%          |
| 4  | Escrito en las estrellas            | 11 novembre 2013 | 4 803 000      | 24,6%          |
| 5  | El sol siempre vuelve a salir       | 18 novembre 2013 | 4 688 000      | 24,7%          |
| 6  | Espionaje                           | 25 novembre 2013 | 4 733 000      | 25,5%          |
| 7  | Un refugio en mitad de la tormenta  | 2 dicembre 2013  | 4 455 000      | 23,3%          |
| 8  | El resto de nuestros días           | 9 dicembre 2013  | 4 687 000      | 24,3%          |
| 9  | Los fantasmas del pasado            | 16 dicembre 2013 | 4 877 000      | 26,5%          |
| 10 | Los cuentos que no saben qué contar | 13 gennaio 2014  | 5 014 000      | 25,2%          |
| 11 | Regreso al ayer                     | 20 gennaio 2014  | 5 536 000      | 27,8%          |

| N° | Titolo italiano | Prima TV Italia | Ascolti Italia | Ascolti Italia |
| N° | Titolo italiano | Prima TV Italia | Telespettatori | Share          |
| -- | --------------- | --------------- | -------------- | -------------- |
| 1  | Prima puntata   | 25 aprile 2014  | 3 219 000      | 13,24%         |
| 2  | Seconda puntata | 2 maggio 2014   | 3 988 000      | 14,92%         |
| 3  | Terza puntata   | 9 maggio 2014   | 3 510 000      | 14,46%         |
| 4  | Quarta puntata  | 16 maggio 2014  | 3 471 000      | 13,99%         |
| 5  | Quinta puntata  | 23 maggio 2014  | 3 217 000      | 13,37%         |
| 6  | Sesta puntata   | 30 maggio 2014  | 3 298 000      | 13,72%         |
| 7  | Settima puntata | 3 giugno 2014   | 2 919 000      | 11,3%          |
| 8  | Ottava puntata  | 10 giugno 2014  | 3 429 000      | 14,45%         |

## Prima puntata
Madrid, 1934. Sira Quiroga è una giovane sarta che lavora insieme alla madre Dolores nel negozio di alta moda diretto da Doña Manuela Godina. Quando l'attività di quest'ultima entra in crisi e il negozio viene chiuso, Sira viene esortata dal premuroso fidanzato Ignacio Montes a candidarsi per un posto di servizio pubblico per il quale deve imparare a usare una macchina per scrivere.
Un giorno i due promessi sposi si recano in un negozio di macchine per scrivere gestito da Ramiro Arribas, del quale Sira s'innamora a prima vista e con cui inizia a vedersi di nascosto. A un certo punto Sira, allontanatasi emotivamente da Ignacio, gli rivela la verità e rompe il loro fidanzamento, spezzandogli il cuore. Successivamente Ignacio informa Dolores della decisione di sua figlia. Qualche mese dopo Dolores, pur provando ancora del risentimento verso Sira (che nel frattempo è andata a convivere con Ramiro), le rivela l'identità di suo padre su richiesta proprio di quest'ultimo, che sente di avere poco da vivere a causa dei disordini in cui versa la Spagna: è Gonzalo Alvarado, uno degli uomini più ricchi di Madrid. Gonzalo dona alla figlia molti soldi e gioielli, e Sira condivide la sua nuova fortuna con Ramiro, che la convince a investire parte di essa in un'accademia di macchine per scrivere in Argentina e a trasferirsi nella città portuale marocchina di Tangeri per aprire una succursale.
Molto presto Ramiro inizia a sperperare il denaro di Sira in alcol e tabacco, e a litigare con lei riguardo alla loro gestione. Sira comincia a sentirsi molto sola, ma spera di salvare la loro relazione dopo aver scoperto di essere incinta. Purtroppo ritornando all'hotel ha una brutta sorpresa: Ramiro le ha rubato tutti i soldi e i gioielli rimasti, lasciandole solo una lettera d'addio dove afferma di voler iniziare un'altra vita. Sira fa in fretta le valigie e si allontana dall'hotel senza dire una parola. Mentre è in viaggio su un autobus ha un aborto spontaneo e sviene, risvegliandosi in un ospedale di Tétouan (allora capitale del protettorato spagnolo del Marocco), dove scopre che Ramiro ha contratto numerosi e salati debiti, che la Hispano-Olivetti (di cui Ramiro era dipendente) l'ha denunciata per truffa e che su di lei pende un mandato di comparizione per furto di gioielli sporto da figlio legittimo di Alvarado, confermato dalla domestica. Fortunatamente la lettera lasciata da Ramiro, dove spiega di averla abbandonata e lasciata senza niente, per il momento permette a Sira di evitare il carcere; anche se il commissario Claudio Vázquez crede alla sua innocenza, consiglia a Sira di non denunciare Ramiro data l'oscura provenienza dei gioielli.
Tuttavia, Sira non può contattare sua madre né tornare a Madrid dato che le è stato requisito il passaporto e non può lasciare il protettorato; oltretutto, è da poco scoppiato il colpo di Stato del 1936 che ha dato il via alla guerra civile spagnola.

## Seconda puntata
Il commissario Vázquez comunica a Sira che l'hotel le ha concesso un anno di tempo per saldare i debiti, e che può alloggiare presso la pensione diretta da Candelaria Ballesteros, una ex contrabbandiera che deve diversi favori al commissario. Candelaria e le altre clienti della pensione notano il talento di Sira nel cucito, e con le loro richieste le consentono di guadagnare qualcosa. Sira chiede aiuto ad Andrés Cordero, addetto alla dogana e falsificatore di passaporti, per tornare in Spagna, e lui accetta chiedendole un cambio un rapporto intimo. Tuttavia, Cordero viene arrestato dal poliziotto Palomares per, tra l'altro, commercio di salvacondotti e passaporti falsi. Prima di essere portato via, Cordero sussurra a Sira di sollevare una precisa mattonella in camera sua: qui però la giovane non trova un passaporto, ma un sacco con diciannove pistole. Candelaria decide di rivendere le armi ai ribelli, ma poiché l'esercito controlla quasi tutti gli accessi a Tétouan e i ribelli non vogliono ritirarle presso la pensione, incarica Sira di "indossare" le pistole sotto uno chador improvvisato e attraversare la città di notte fino alla stazione dei treni.
Grazie al denaro ricavato dalla vendita, Sira e Candelaria aprono un atelier di alta moda. Quando il commissario Vázquez (che tra le cose sequestrate a Cordero ha trovato il passaporto falso destinato a Sira) domanda a Sira con quali mezzi ha potuto aprire l'atelier, la ragazza risponde che è stato grazie a un prestito di Candelaria, ma che si tratta di un'attività assolutamente onesta che non copre traffici illeciti. Il commissario accetta la sua versione ma le promette che la terrà d'occhio. Sira viene assistita dalla domestica marocchina Jamila e dall'artista Félix Aranda per disegnare i modelli e renderla più acculturata. Tra le prime raffinate clienti spicca la britannica Rosalinda Fox, che ha passato la maggior parte della sua vita in India, è sposata e ha un figlio piccolo, Johnny. Il poliziotto Palomares requisisce a un usuraio alcuni gioielli, e tra di essi c'è un bracciale che il commissario Vázquez capisce essere uno dei monili sottratti a Sira: ciò significa che probabilmente Ramiro non ha ancora lasciato il Marocco.

## Terza puntata
Luglio 1937. Sira realizza un magnifico abito per Rosalinda, che lei indossa a una cena con il console tedesco, la prima occasione in cui partecipa pubblicamente a un evento come accompagnatrice del suo amante, il potente tenente colonnello Juan Luis Beigbeder, Alto commissario della Spagna in Marocco. Félix suggerisce a Sira di chiedere a Rosalinda di usare le sue influenze per permetterle di rimpatriare.
Il commissario Vázquez informa Sira che Ramiro è stato arrestato a Tangeri e che lei dovrà sostenere un confronto per ascoltare le loro versioni, ma l'uomo viene ucciso dalla polizia dopo essersi impossessato di una pistola; Sira chiede di occuparsi sepoltura (dato che nessuno ha reclamato il corpo poiché la guerra ha causato l'interruzione delle comunicazione e l'espatrio è impossibile), ritenendo che nemmeno lui meriti di morire così. Per portare al sicuro la madre a Tétouan, Sira ottiene dal commissario la restituzione del passaporto, ma il direttore dell'hotel rifiuta di procrastinare il pagamento del debito, che viene subito saldato. Rosalinda si rivolge a Leo Martin, direttore della banca di Londra con molte conoscenze: difatti la mette in contatto giornalista britannico Marcus Logan, al quale promette un'intervista personale con Beigbeder e qualche settimana di accesso preferenziale alla vita ufficiale di Tétouan, e in cambio lui le metterà in contatto con una persona di fiducia a Madrid.
Sira viene invitata a un importante ricevimento in onore di Ramón Serrano Súñer, cognato di Francisco Franco, al quale partecipa con Marcus. Qui assiste accidentalmente a una conversazione in cui scopre l'intenzione dei tedeschi di voler intercettare il traffico aereo e marittimo dello stretto di Gibilterra installando delle antenne, oltre a contrastare la presenza britannica, dopodiché informa Marcus. Il giorno dopo Sira visita Rosalinda, che frequentemente soffre a causa della tubercolosi bovina contratta a causa di una mucca infetta poco dopo aver partorito Johnny, per cui le fu consigliato di trasferirsi in un posto dal clima mite e condurre una vita tranquilla: allora andò via dall'India col figlio, nella totale indifferenza del marito Peter, del quale recentemente ha ricevuto una lettera per farle sapere che presto la raggiungerà per vedere Johnny, dopo essersi preso delle vacanze.
Durante un picnic sulla spiaggia con Rosalinda e Félix, Marcus comunica a Sira che sua madre ha già lasciato la Spagna e presto arriverà in Marocco. Nel corso di un'altra uscita, Rosalinda riceve un telegramma da Peter in cui le dice che arriverà tra qualche giorno.